# Víctor Cruz

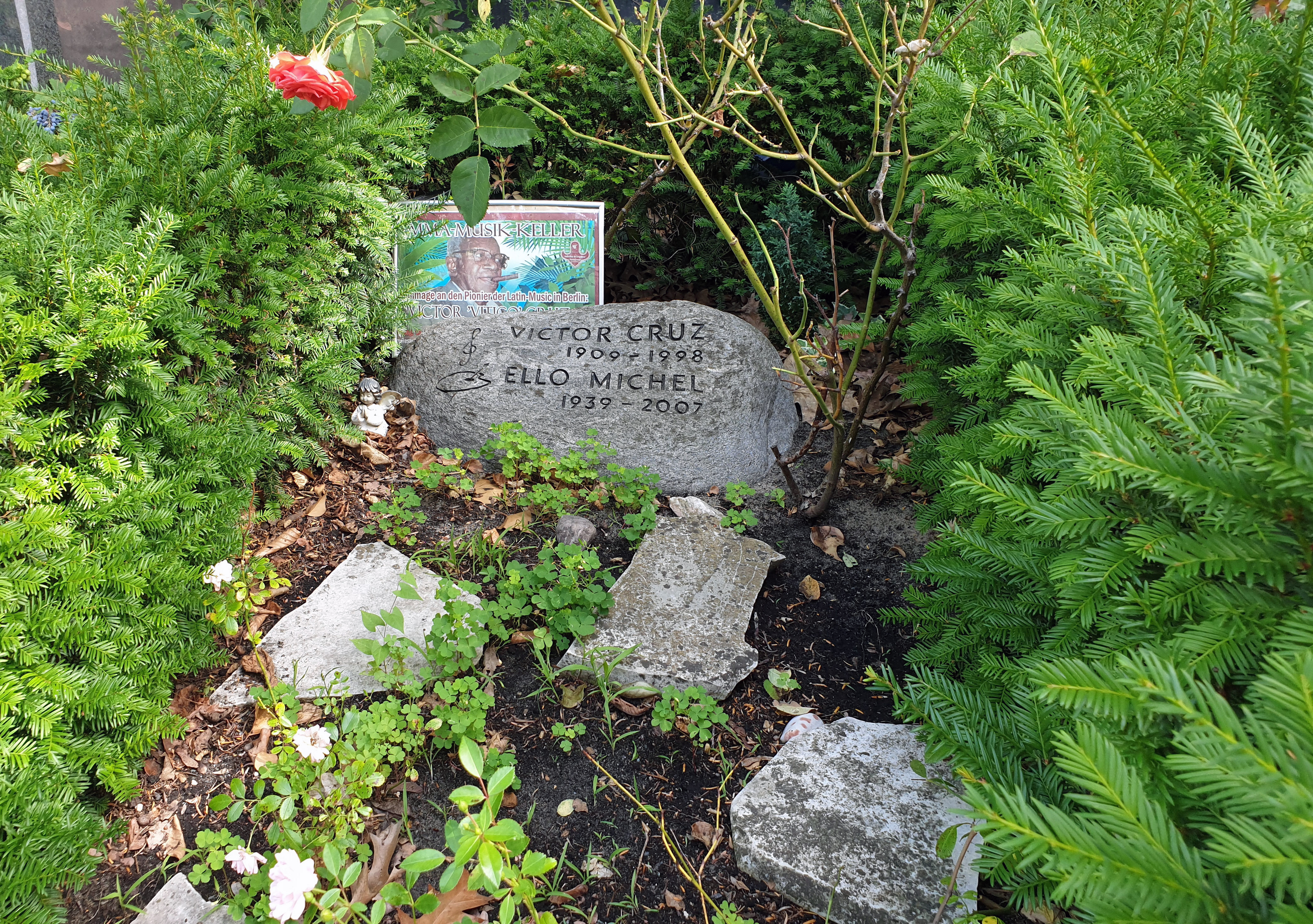
Grabstätte auf dem Friedhof Grunewald in Berlin-Halensee

Víctor L. Cruz Mesa, Spitzname Vitico (* 18. August 1908 in Santiago de Cuba; † 7. August 1998 in Berlin), war ein kubanischer Sänger, Bassist und Komponist und gilt als Pionier kubanischer und lateinamerikanischer Musik in Deutschland.
Víctor Cruz spielte auf Kuba unter anderem im Orchester von Pérez Prado und trat ab den 1960er-Jahren in Europa auf. 1971 ließ er sich in West-Berlin nieder und ging eine Beziehung mit der Malerin Ellinor Michel, einer ehemaligen Lebensgefährtin von Andreas Baader, ein. Er gründete die fünfköpfige Band Sugar Cane („Zuckerrohr“), mit der er Musikstile wie Salsa, Son Cubano, Guaracha, Guagancó und Guajira in der Bundesrepublik Deutschland erstmals einem breiten Publikum bekannt machte.
Viticos Markenzeichen waren sein mit Aufklebern verzierter Kontrabass, ein langgezogenes „Dankeschööön“ als Ehrerbietung gegenüber seinem Publikum und der häufige Genuss kubanischer Zigarren, auch während seiner Auftritte. Letzteres führte dazu, dass er an der peripheren arteriellen Verschlusskrankheit (umgangssprachlich „Raucherbein“) erkrankte und eines seiner Beine amputiert werden musste.
Bis zu seinem Tod lebte er in Berlin-Charlottenburg. Víctor Cruz Mesa starb kurz vor seinem 90. Geburtstag im Krankenhaus Oskar-Helene-Heim in Berlin-Dahlem. Er wurde auf dem Friedhof Grunewald beigesetzt.

## Diskografie (Auszug)
- Mit Trío Palmera: Danke schöön (1996)